# Maison des frères Krstić
La maison des frères Krstić (en serbe cyrillique : Дoм браће Крстић ; en serbe latin : Dom braće Krstić) est située à Belgrade, la capitale de la Serbie, dans la municipalité urbaine de Vračar. Construite à la fin du XIXe siècle, elle est inscrite sur la liste des biens culturels de la  Ville de Belgrade.

## Présentation
La maison des frères Krstić, située 5 rue Kralja Milutina, a été construite à la fin XIXe siècle. Peu après l'achèvement du bâtiment, la famille Krstić s'y installa et les frères Petar et Branko Krstić, les célèbres architectes, y naquirent.
Le concepteur de la maison est inconnu mais certains éléments de décoration laissent à penser qu'il pourrait s'agir de l'architecte Jovan Ilkić. Quoi qu'il en soit, la maison des frères Krstić représente un rare exemplaire de maison résidentielle familiale dans le secteur compris entre Terazije et la place de Slavija.